# Граф Монте-Кристо (фильм, 1961)
«Граф Монте-Кристо» (фр. Le Comte De Monte Cristo) — художественный фильм совместного производства Франции и Италии, снятый в 1961 году режиссёром Клодом Отан-Лара. Экранизация одноимённого романа Александра Дюма в двух частях:
- Предательство (фр. La Trahison)
- Месть (фр. La Vengeance)

## Сюжет
В 1814 году, когда побеждённый Наполеон находится в ссылке на острове Эльба, Эдмон Дантес, помощник капитана торгового корабля «Фараон», из долгого плавания возвращается в Марсель, где его ждет невеста Мерседес. Вскоре, во время их обручения, Дантес, обвиняемый в бонапартизме, арестован и приговорен к пожизненному заключению в тюрьме замка на острове Иф. На самом деле он явился жертвой заговора, задуманного тремя людьми, у которых есть веские основания, чтобы пожелать его устранения. Моряк Кадрусс завидует его повышению до капитана, офицер Фернан де Морсер влюблён в его невесту, а судья Анри де Вильфор хочет защитить своего отца.
По прошествии семнадцати лет Дантесу удаётся связаться с аббатом Фариа, заключённым в соседней камере, который открывает ему тайну сказочного сокровища, спрятанного на острове Монте-Кристо. Двое заключённых решают бежать с помощью гениального, но рискованного плана, но в ходе его подготовки аббат Фариа неожиданно умирает. Эдмону Дантесу удаётся выбраться из тюрьмы, выброшенным в море в саване покойного священника. Благодаря помощи контрабандистов он достигает острова Монте-Кристо и, став чрезвычайно богатым, появляется в парижском высшем обществе под именем графа Монте-Кристо. Де Вильфор к тому времени стал королевским прокурором, де Морсер женился на Мерседес, в то время как Кадрусс владеет трактиром. Но они не смогут избежать холодной и непримиримой мести.

## Приём
Фильм занял 2-е место во французском бокс-офисе за 1961 год.

## Отличия от книги
Сюжет данной экранизации был значительно переработан, и очень сильно отличается от своего литературного первоисточника.
• Эдмон Дантес находит сокровища герцога Спада не в одиночку, а вместе с одним из контрабандистов. Более того, в фильме эти сокровища представлены как добыча пиратов.
• В Марселе Дантес приходит по своему старому адресу в поисках отца, но застает там старого столяра (отсутствует у Дюма).
• В трактире Кадруса граф Монте-Кристо появляется не под видом аббата Бузони — а под личиной друга Дантеса, также бывшего заключенным. Образ ювелира Иоганнеса полностью отсутствует: вместо него Кадрус и Карконта (в фильме - Леона) нападают ночью на самого Дантеса. Гаспар Кадрус после схватки с графом спасается бегством.
• Полностью отсутствует сюжетная линия с семейством Моррель. Также полностью отсутствует один из ключевых персонажей романа — Данглар.
• Полностью опущена сюжетная линия приключений Альбера де Морсера в Италии.
• В сюжет введен реально живший человек — Эжен Видок.
• Нуартье де Вильфор в событиях второй части романа предстает не парализованным стариком, а бодрым, полным сил пожилым человеком.

## Съёмочная группа
- Режиссёр : Клод Отан-Лара, 1-й асс. Гислен Отан-Лара (фр. Ghislaine Autant-Lara), Мишель Пезен (фр. Michel Pezin)
- Сценарий : Жан Ален (фр. Jean Halain), Гислен Обуэн (фр. Ghislaine Auboin)[2] по роману Александра Дюма «Граф Монте-Кристо» (1844)
- Диалоги : Жан Ален (фр. Jean Halain), Гислен Обуэн (фр. Ghislaine Auboin)[2]
- Продюсеры : Рене Модьяно (фр. René Modiano), Жан-Жак Виталь (фр. Jean-Jacques Vital), Ален Пуаре
- Операторы-постановщики : Жак Натто (фр. Jacques Natteau), Жан Иснар (фр. Jean Isnard)
- Композитор : Рене Клоерек (фр. René Cloërec)
- Художник-постановщик : Макс Дуи, асс. Андре Герен (фр. André Guérin), Эжен Роман (фр. Eugène Roman)
- Создатель костюмов : Розин Деламар

## В ролях
- Луи Журдан : Эдмон Дантес / граф Монте-Кристо
- Ивонн Фурно : Мерседес
- Бернар Деран (фр. Bernard Dhéran) : Анри де Вильфор
- Пьер Монди (фр. Pierre Mondy) : Гаспар Кадрусс
- Рольдано Лупи (итал. Roldano Lupi) : Морель
- Анри Вильбер (фр. Henri Vilbert) : отец Эдмона Дантеса
- Франко Сильва (итал. Franco Silva) : Марио
- Анри Гизоль (фр. Henri Guisol) : аббат Фариа
- Жан-Клод Мишель (фр. Jean-Claude Michel) : Фернан де Морсер
- Ален Фераль (фр. Alain Féral) : Бенедетто
- Мари Мерже (фр. Marie Mergey) : мадам Леона Кадрусс
- Клодин Костер (фр. Claudine Coster) : принцесса Айде
- Ив Ренье (фр. Yves Rénier) : Альбер де Морсер
- Жан Мартинелли (фр. Jean Martinelli) : Видок
- Жан-Жак Дельбо (фр. Jean-Jacques Delbo) : капитан «Фараона»